# I Could Live in Hope
I Could Live in Hope – debiutancki album amerykańskiego zespołu indierockowego Low, wydany w 1994 roku.

## Lista piosenek
1. „Words” – 5:45
2. „Fear” – 2:12
3. „Cut” – 5:43
4. „Slide” – 3:46
5. „Lazy” – 5:35
6. „Lullaby” – 9:46
7. „Sea” – 1:45
8. „Down” – 7:24
9. „Drag” – 5:11
10. „Rope” – 6:11
11. „Sunshine” – 2:59